# Jan-Marc Hodek

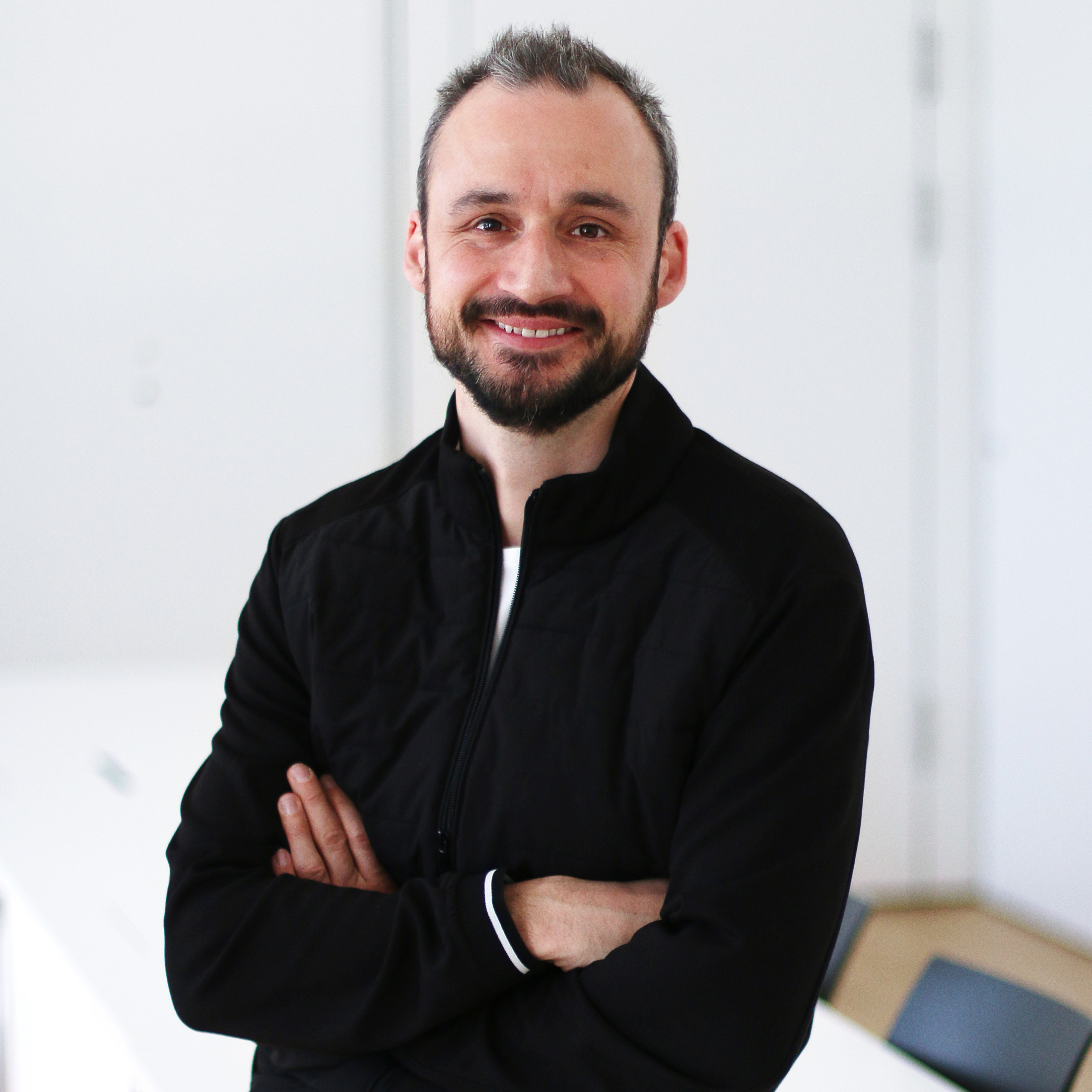
Jan-Marc Hodek (2019)

Jan-Marc Hodek (* 1979 in Hameln) ist ein deutscher Wirtschaftswissenschaftler und Professor für Gesundheitsökonomie an der RWU – Hochschule Ravensburg Weingarten. 

## Leben
Nach einem Studium der Wirtschaftswissenschaften an der Leibniz Universität Hannover war Hodek vom Jahr 2005 bis 2010 als Wissenschaftlicher Mitarbeiter am Lehrstuhl Gesundheitsökonomie und Gesundheitsmanagement der Universität Bielefeld bei Wolfgang Greiner beschäftigt. Zusätzlich war er als Unternehmensberater im Gesundheitswesen tätig.
Seine Dissertation im Jahr 2010 beschäftigte sich mit Fragen der Kundenbindung und des Wechselverhaltens in der Krankenversicherung.
Von 2010 bis 2014 war er als Referent für den Bereich Gesundheitsökonomie beim Bundesministerium für Gesundheit in der Geschäftsstelle des Sachverständigenrates zur Begutachtung der Entwicklung im Gesundheitswesen tätig.
Seit 2014 ist er Professor für den Bereich Finanzwirtschaft im Gesundheitswesen an der Hochschule Ravensburg-Weingarten. Seit 2018 leitet er den Studiengang Gesundheitsökonomie. Von 2019 bis 2024 war er zudem Prodekan der Fakultät Soziale Arbeit, Gesundheit und Pflege an der RWU – Hochschule Ravensburg Weingarten.

## Arbeits- und Forschungsschwerpunkte
Die Arbeits- und Forschungsschwerpunkte von Jan-Marc Hodek liegen in der betriebswirtschaftlichen Analyse von Einrichtungen des Gesundheitswesens sowie der dahinter stehenden gesundheitspolitischen Entscheidungen. Hierbei liegt sein besonderes Interesse an der gesundheitsökonomischen Analyse des Krankenversicherungsmarktes und des stationären Sektors (mit Fokus auf dem Krankenhaus-Bereich) sowie auf dem Themenfeld des Wettbewerbs im Gesundheitswesen. Auch ist Hodek als Referent, Dozent und Autor rund um die Grundlagen des Gesundheitssystems tätig.
Hodek ist Autor des Buches „Das deutsche Gesundheitssystem für Dummies“, welches im Jahr 2020 veröffentlicht wurde.

## Preise und Auszeichnungen
Für seine Arbeit zu den ökonomischen Konsequenzen von Reformen im Gesundheitswesen wurde Hodek im Jahr 2005 vom Förderverein der Fakultät Wirtschaftswissenschaften in Hannover mit dem Wilhelm-Launhardt-Preis ausgezeichnet.